# Panel·línios Gimnastikós Síl·logos
El Panel·línios Gimnastikós Síl·logos (en grec Πανελλήνιος Γυμναστικός Σύλλογος) és un club poliesportiu de la ciutat d'Atenes (Grècia).

## Història
Creat a finals del segle xix, originàriament fou un club de gimnàstica. Diversos dels seus gimnastes participaren en els primers jocs olímpics de l'era moderna a Atenes 1896 com Spirídon Athanassòpulos, Nikòlaos Andriakòpulos, Petros Persakis o Thomàs Xenakis y l'atleta Miltiades Gouskos entre d'altres.

## Secció de basquetbol
La secció de basquetbol, creada al 1929, fou molt destacada durant els primers anys del basquetbol grec, guanyant sis campionats de lliga els anys 1929, 1939, 1940, 1953, 1955 i 1957.

## Secció de voleibol
Va ser un dels primers clubs de voleibol de Grècia i, a més, és un dels més reeixits, ja que ha guanyat sis campionats grecs.

## Secció d'handbol
Secció creada al 1979. Campiona de 5 lligues i tres copes de Grècia